# GNU linker
GNU linker — компонувальник об'єктних модулів, є реалізацією проєкту GNU команди ld. ld працює як компонувальник, який створює виконуваний файл (або бібліотеку) з об'єктних файлів, створених в процесі компіляції програмного проєкту. Скрипт компонувальника GNU ld дозволяє здійснювати більший контроль над процесом зв'язків. Компонувальник GNU ld є частиною GNU (Binutils).

## Основні відмінності від інших компонувальників
GNU ld використовує бібліотеку описів двійкових форматів BFD (англ. Binary Format Descriptor).